# Winter Springs
Winter Springs és una població dels Estats Units a l'estat de Florida. Segons el cens del 2000 tenia 32.727 habitants.

## Demografia
Segons el cens del 2000, Winter Springs tenia 31.666 habitants, 11.774 habitatges, i 8.901 famílies. La densitat de població era de 852 habitants/km².
Dels 11.774 habitatges en un 38,1% hi vivien nens de menys de 18 anys, en un 61,2% hi vivien parelles casades, en un 11,1% dones solteres, i en un 24,4% no eren unitats familiars. En el 18,8% dels habitatges hi vivien persones soles el 6,4% de les quals corresponia a persones de 65 anys o més que vivien soles. El nombre mitjà de persones vivint en cada habitatge era de 2,69 i el nombre mitjà de persones que vivien en cada família era de 3,08.
Per edats la població es repartia de la següent manera: un 27% tenia menys de 18 anys, un 7,3% entre 18 i 24, un 29,4% entre 25 i 44, un 25,4% de 45 a 60 i un 10,8% 65 anys o més.
L'edat mediana era de 37 anys. Per cada 100 dones de 18 o més anys hi havia 90,2 homes.
La renda mediana per habitatge era de 53.247 $ i la renda mediana per família de 62.682 $. Els homes tenien una renda mediana de 44.716 $ mentre que les dones 29.720 $. La renda per capita de la població era de 26.166 $. Entorn del 3,3% de les famílies i el 4,2% de la població estaven per davall del llindar de pobresa.

## Poblacions més properes
El següent diagrama mostra les poblacions més properes.